# 小行星4239
小行星4239（4239 Goodman）是一颗绕太阳运转的小行星，为主小行星带小行星。该小行星于1980年7月17日发现。

## 轨道参数
小行星4239的轨道半长轴为2.1743272 UA，离心率为0.186。